# GŠ-18
GŠ-18 je sodobna ruska polavtomatska pištola, ki sta jo razvila orožarska konstruktorja Grjazev in Šipunov  (od tod kratica GŠ). Oba sta imela pred tem že veliko izkušenj s področja snovanja orožja, saj sta bila zaslužna za izdelavo cele vrste avtomatskih letalskih topov (GŠ-23, GŠ-301, ...)

## Delovanje in materiali
GŠ-18 je pištola IV. generacije, nadomestila pa naj bi neposrečeno pištolo P-96, ki ni zadostila pogojem osebnega orožja zadnje generacije. Tako sta kostruktorja dobila nalogo izpopolniti in nadgraditi dizajn in zagotoviti sodobno orožje na standardni zahodni naboj 9x19.
Ogrodje pištole je izdelano iz obstojnih polimerov, zaklepišče iz stisnjene pločevine, cev pa iz jekla najvišje kvalitete.
Pištola deluje na principu kratkega trzanja zaklepa z rotacijo cevi, ki potuje okoli vzdolžne osi na dvajsetih bradavicah (razdeljenih v dva venca po deset). Rotacija cevi je omejena na 18º, kar zagotavlja zanesljivo delovanje. Zanesljivo delovanje zagotavlja tudi sprožilni mehanizem, ki je povzet po preizkušenem Glocku, enako pa je tudi trojno varovanje. Tudi uporaba »strikerja« je enaka rešitvi iz avstrijske pištole. Edina izboljšava je indikator naboja v cevi, ki je podoben tistemu iz pištole Walther P99. Na zadnjem delu zaklepišča pri vstavljenem naboju namreč iz zaklepa pogleda indikator v obliki palčke, na isto mesto pa je nameščen tudi zadnji dvotočkovni merek, ki je, enako kot prednji, nenastavljiv. Zaklepišče je na zgornji strani, pri odprtini za izmet tulcev, odprto, kar ne predstavlja ravno najboljše rešitve za službeno orožje, saj lahko na takem mestu v pištolo pride umazanija, ki lahko povzroči zastoje.
Zanimiva je rešitev nabojnika, ki ni standardno zožan na vrhu, kar omogoča vstavljanje dodatnega naboja in zagotavlja veliko kapaciteto, ki je kar 18+1.

## Uporabniki
Pištolo je v omejenih količinah kupilo rusko ministrstvo za notranje zadeve, na voljo pa je tudi za izvoz, vendar zaenkrat po njej ni velikega povpraševanja kljub dejstvu, da je to ena najlažjih službenih pištol na tržišču. Tudi zanesljivo delovanje zaenkrat ni prepričalo tujih kupcev.